# 英国公使館焼き討ち事件
英国公使館焼き討ち事件（えいこくこうしかんやきうちじけん）は、文久2年12月12日（1863年1月31日）江戸品川御殿山で建設中のイギリス公使館が焼打ちされた事件。攘夷断行を幕府に促す勅使一行が江戸滞在中の11月31日、高杉ら10余人は横浜襲撃を計画したが長州藩主毛利定広の説得で中止。その後御楯組を組織し勅使らが江戸を離れた後実行した。

## 襲撃者
- 隊長：高杉晋作
- 副将：久坂玄瑞
- 火付け役：井上馨、伊藤博文、寺島忠三郎
- 護衛役：品川弥二郎、堀真五郎、松島剛蔵
- 斬捨役：赤根武人、白井小助、山尾庸三ら

## 建物
英国公使ラザフォード・オールコックは他の公使とともに幕府に公使館建物の建設を依頼し、建設費の10分の1の年賃貸料で借りることで合意。オールコックが簡単なスケッチ図を提供し、それをもとに幕府作事方が文久2年春に建設を開始。12月には建物はほぼ完成し、翌年にイギリス公使館として用いられることになっていた。焼討ちにより全焼し、オールコックは政情不安な江戸ではなく公使館を横浜に置くことにした。焼失しなければ、江戸最初の洋館建築となっていた。